# Suresh Kalmadi
Suresh Kalmadi, född 1 maj 1944 i Pune i nuvarande Maharashtra, är en indisk politiker (INC) och affärsman. Han är ordförande i Indiens olympiska kommitté och i Asiens friidrottsförbund.
Kalmadi var officer (pilot) i indiska flygvapnet från 1965 till 1974, och deltog i krigen 1965 respektive 1971 mot Pakistan. Efter att ha lämnat flygvapnet för en politisk karriär blev han 1977 ordförande i Kongresspartiets ungdomsförbund. Från 1982 har han varit ledamot i Lok Sabha.